# Bremenski Roland
Bremenski Roland je najpoznatiji od četiri skulpture Rolanda, zaštitnika grada Bremena. Postavljen je 1404. god. na tržišnom trgu (Rathausplatz), ispred Gradske vijećnice i nasuprot bremenske katedrale. Vitez Karla Velikog, Roland nosi "mač pravde" Durendart i štit ukrašen dvoglavim carskim orlom. Kipovi Rolanda pojavljuju se u mnogim gradovima bivšeg Svetog Rimskog Carstva, kao simboli slobodnih gradova (Stadtrechte).
Lik od vapnenca dao je izraditi bremenski izborni princ-nadbiskup Albert II. nakon što je izvorni drveni izgorio u požaru 1366. god. Skulptura je okrenuta prema crkvi u simboličnom prikazu otpora grada protiv teritorijalne pretenzije kneza-nadbiskupa.
Kao simbol građanskih sloboda, ovaj prikaz se iz Bremena proširio na druge gradove (tako i u Dubrovnik) i postao simbol nove Europe. U srpnju 2004. god., uz gradsku vijećnicu, kip je upisan na UNESCO-ov popis mjesta svjetske baštine u Europi. 
Kip je visok 5,47 metara, a stoji na 60 cm visokom podestu. S potpornim stupom, okrunjen baldahinom, doseže visinu od 10,21 m.
Prema legendi, Bremen će ostati slobodan i nezavisan sve dok Roland bdije nad gradom. Iz tog razloga, prema nekim navodima, drugi Rolandov kip se čuva skriven u podzemnim trezorima gradske vijećnice. Tako da može vrlo brzo biti instaliran kao zamjena, u slučaju pada originalnog kipa.
Postoji još jedan kip sličan ovomu u gradu na jugu Brazila, Rolandiji. Ovaj grad je bio raj za stotine njemačkih izbjeglica koji su bježali od gladi i Drugog svjetskog rata.

## Poveznice
- Orlandov stup u Dubrovniku

## Vanjske poveznice
- Bremenski Roland na UNESCOvim službenim stranicama

### Ostali projekti
|  | Zajednički poslužitelj ima još gradiva o temi Skulptura Bremenskog Rolanda |